# Shinui
O Shinui (em hebraico: שִׁינּוּי, que significa "Mudança") foi partido político de Israel de ideologia sionista, secular e liberal de mercado, além de ser anti-clerical. O partido se tornou duas vezes o terceiro maior na Knesset, mas em ambas as ocasiões houve divisões internas e colapsos.
Nas eleições de 1977, o partido conquistou 15 assentos como parte do Movimento Democrático pela Mudança, mas a aliança se dividiu em 1978, e o Shinui ficou com apenas dois assentos nas eleições seguintes. No pleito de 2003, o partido conquistou 15 assentos por conta própria, mas perdeu todos eles três anos depois, quando a maioria de seus membros do Knesset saiu para formar novos partidos.
O partido foi membro da Liberal International até 2009. No entanto, com a formação do partido Kadima em 2005, que também era centrista no espectro político e abraçava algumas das posições do Shinui, este perdeu grande parte de seu eleitorado natural. Em janeiro de 2006, o partido se dividiu em pequenas facções, nenhuma das quais conseguiu superar o limite de 2% necessário para entrar na Knesset. Isso marcou o fim do Shinui como uma força significativa na política israelense.